# Beethovenstraße 18 (Mönchengladbach)

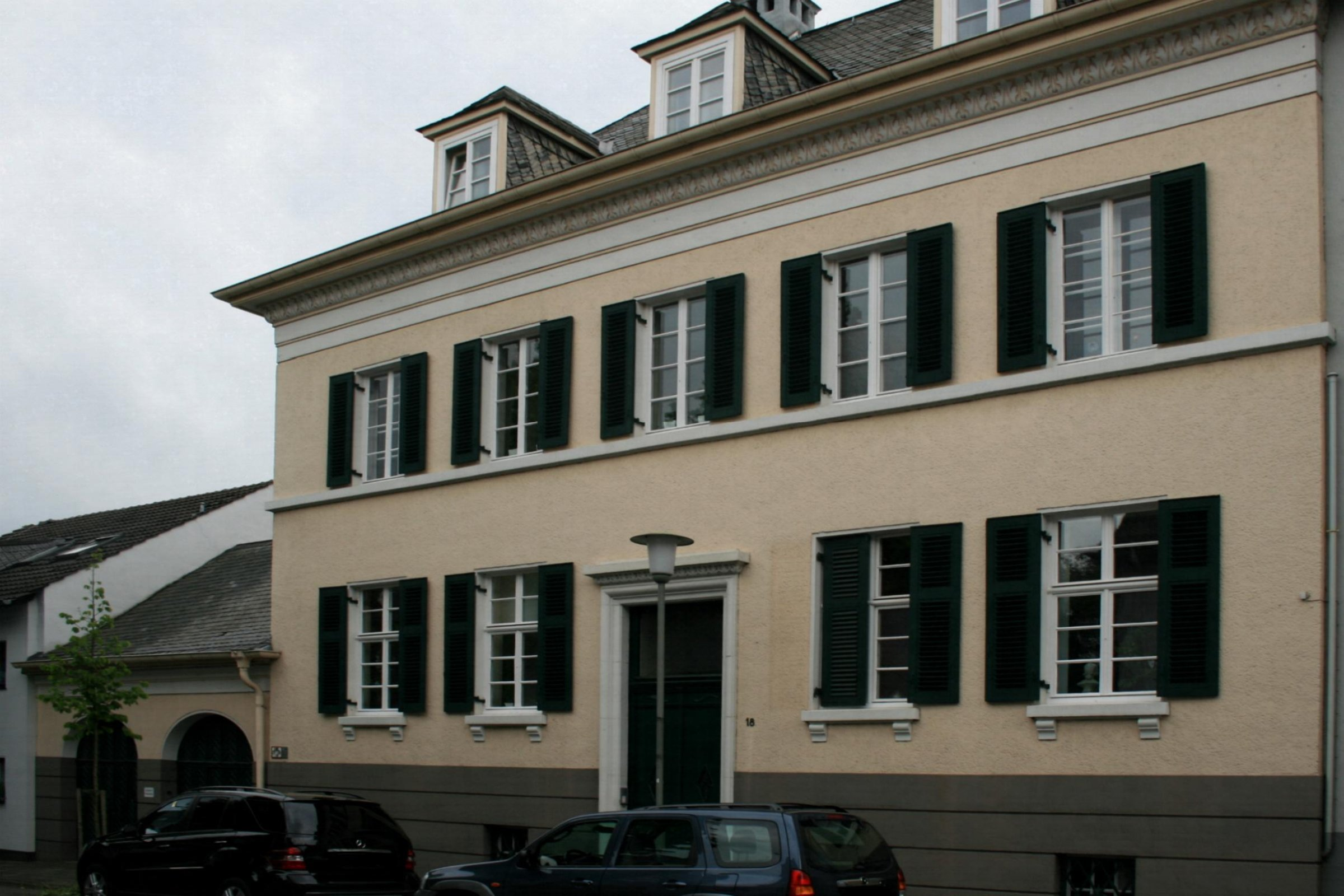
Stadtvilla (2010)

Die Stadtvilla Beethovenstraße 18 befindet sich im Stadtteil Am Wasserturm in Mönchengladbach (Nordrhein-Westfalen).
Das Haus wurde 1925 erbaut. Es ist unter Nr. B 019 am 4. Dezember 1984 in die Denkmalliste der Stadt Mönchengladbach eingetragen worden.

## Architektur
Die zweigeschossige Villa hat ein einseitig abgewalmtes Schieferdach mit auf der Vorder- und Rückseite je drei Dacherkerausbauten. Haustüre und Garagentore sowie Fenster mit Fensterläden sind im Original erhalten. Die Putzflächen der Villa sind in Rauputz ausgeführt. Das Satteldach der Garage ist verschiefert.